# 資源の呪い
資源の呪い（しげんののろい、英: resource curse）とは、鉱物や石油など非再生の自然資源が豊富な地域における経済用語である。こうした地域では、資源の豊富さに反比例して工業化や経済成長が資源の少ない国よりも遅いとされる。このことから豊富さの逆説 (paradox of plenty) ともいう。
この仮説はいくつかの異なった論拠からきている。オランダ病としても知られる、天然資源の輸出により製造業が衰退し、失業率が高まる現象もその理由の一つに入っている。また、国際的な天然資源の相場価格の不安定さがこれらの地域経済に直接に影響を及ぼすため、不安定な経済体制になってしまっていることもその要因の一つである。
この資源の呪いは、資源の豊富な国に必ず見られる現象というわけではないが、多くの国について当てはまっているとされる。

## 概要
天然資源は経済に関して祝福というよりむしろ呪いだとする考え方は、1980年代から注目され始めた。用語として初めて用られたのは、1993年にリチャード・アウティの「資源の呪いという命題 (resource curse thesis)」である。直感に反して、資源の豊富な国々で資源を経済成長の推進のために使うことがいかにできていないか、そしてそうした国々は資源が豊富でない国よりも経済成長しにくいということについて述べられている。
この問題については多数の研究があり、その一つは、ジェフリー・サックスとアンドリュー・ワーナーによるもので、自然資源の豊富さと、貧しい経済成長の関係を示している。
自然資源の豊富さと経済成長とのつながりの無さは、石油産出国の例に見ることができる。1965年から1998年のOPEC諸国の一人あたりGNP成長率は、年平均で1.3％ほど減少している。一方その他の世界の国々は毎年平均で2.2％の成長を遂げている。

### 経済成長が進まない原因
豊富な資源が経済発展に結びつかない原因として、イギリスの経済学者リチャード・アウティは以下のような事例があるとした。
- 資源に依存し、他の産業が育たない。
- 資源確保の為過度な開発が進み、土地が荒廃する。
- 資源確保をめぐる内戦や政治腐敗の進行
- 資源の富が宗主国に吸収される。

### 紛争リスク
ある国のGDPのうち一番大きな割合を占める輸出品について、輸出額の占有率が5%程度ならばその国で紛争が起きるリスクは6%ほどだが、25%になると紛争が起きるリスクが33%まで上昇するという研究がある。

### 権威主義との関係
石油が豊富なサウジアラビア、ベネズエラ、ロシアなどの権威主義国家はオイルマネーによってその体制が維持され、民主化が妨げられていると指摘されることがある。

### 資源の呪いから抜け出す動き
このような傾向に陥らないよう、資源国ではそれを回避する政策が取られている。例えばカザフスタンではソブリン・ウエルス・ファンドを設立し、資源から得た富を積極的に投資に回し、資源に依存しない収入源としている。このような動きは、ノルウェーやモーリタニア、イランでも行われているが、一方でベネズエラやナウル等では未だに資源に依存したモノカルチャー経済となっており、脱却が課題となっている。